# Selema
Selema − wieś na Litwie, w okręgu mariampolskim, w rejonie kozłoworudzkim, w gminie Kozłowa Ruda. W 2011 roku liczyła 53 mieszkańców.